# Guy Scott
Guy Lindsay Scott (Livingstone, 1 juni 1944) is een Zambiaans politicus. Hij diende van 2011 tot 2014 als vicepresident onder Michael Sata en was vanaf Sata's overlijden op 28 oktober 2014 tot 25 januari 2015 waarnemend president van Zambia. Hij was de eerste blanke leider van een Afrikaans land sinds het aftreden van de Zuid-Afrikaanse president Frederik Willem de Klerk in 1994.
Omdat zijn ouders niet in Zambia maar in Schotland geboren zijn kon Scott volgens de Zambiaanse grondwet niet verkozen worden tot volwaardig president. Zijn partijgenoot Edgar Lungu won op 20 januari 2015 de presidentsverkiezing en werd op 25 januari beëdigd.

## Biografie
Scott werd geboren in het Britse protectoraat Noord-Rhodesië, later Zambia. Hij vergeleek zijn opleiding op een blanke school in Zuid-Rhodesië (later Zimbabwe) met de Hitlerjugend en nam afstand van het heersende blanke superioriteitsgevoel, waarop hij beschuldigd werd van "rasverraad".
In 1990 begon hij zijn politieke carrière bij de Movement for Multi-Party Democracy en een jaar later werd hij minister van landbouw. In 1996 nam hij ontslag en stapte hij over naar het Patriotic Front. In 2011 won deze partij onder leiding van Michael Sata de landelijke verkiezingen en werd Scott benoemd tot zijn vicepresident.